# Ngino (Semanding)
Ngino is een bestuurslaag in het regentschap Tuban van de provincie Oost-Java, Indonesië. Ngino telt 2713 inwoners (volkstelling 2010).